# 施普赖特巴赫
施普赖特巴赫是德国巴登-符腾堡州的一个市镇。总面积12.39平方公里，总人口3357人，其中男性1655人，女性1702人（2011年12月31日），人口密度271人/平方公里。